# Cimetière britannique de Montevideo
Le cimetière britannique de Montevideo (en anglais : British Cemetery of Montevideo ; en espagnol : Cementerio británico de Montevideo) est l'un des plus importants cimetières de l'Uruguay.

## Histoire
Le terrain appartenait au père Manuel Salinas, un Portugais qui était chargé de son administration lors de la colonisation portugaise de l'Uruguay, alors nommée province cisplatine. En 1825, lorsque l'Uruguay se sépara de l'empire du Brésil et proclama son indépendance, Salinas vendit les droits de propriété à John Hall pour la somme de 400 dollars (en monnaie de l'époque).
En 1828, Thomas Samuel Hood acheta le cimetière au nom de la communauté anglophone présente en Uruguay. Cependant, la croissance rapide de la ville provoqua, sous l'influence du mouvement de planification urbaine, son transfert vers le quartier du Buceo, depuis son emplacement d'origine Avenue 18 de Julio, dans le centre-ville de Montevideo. Le président, Máximo Santos, adopta un décret ordonnant le transfert du cimetière et une compensation pour les familles anglaises. À cette époque, le cimetière était connu comme « le cimetière des Anglais ».

## Célébrités inhumées

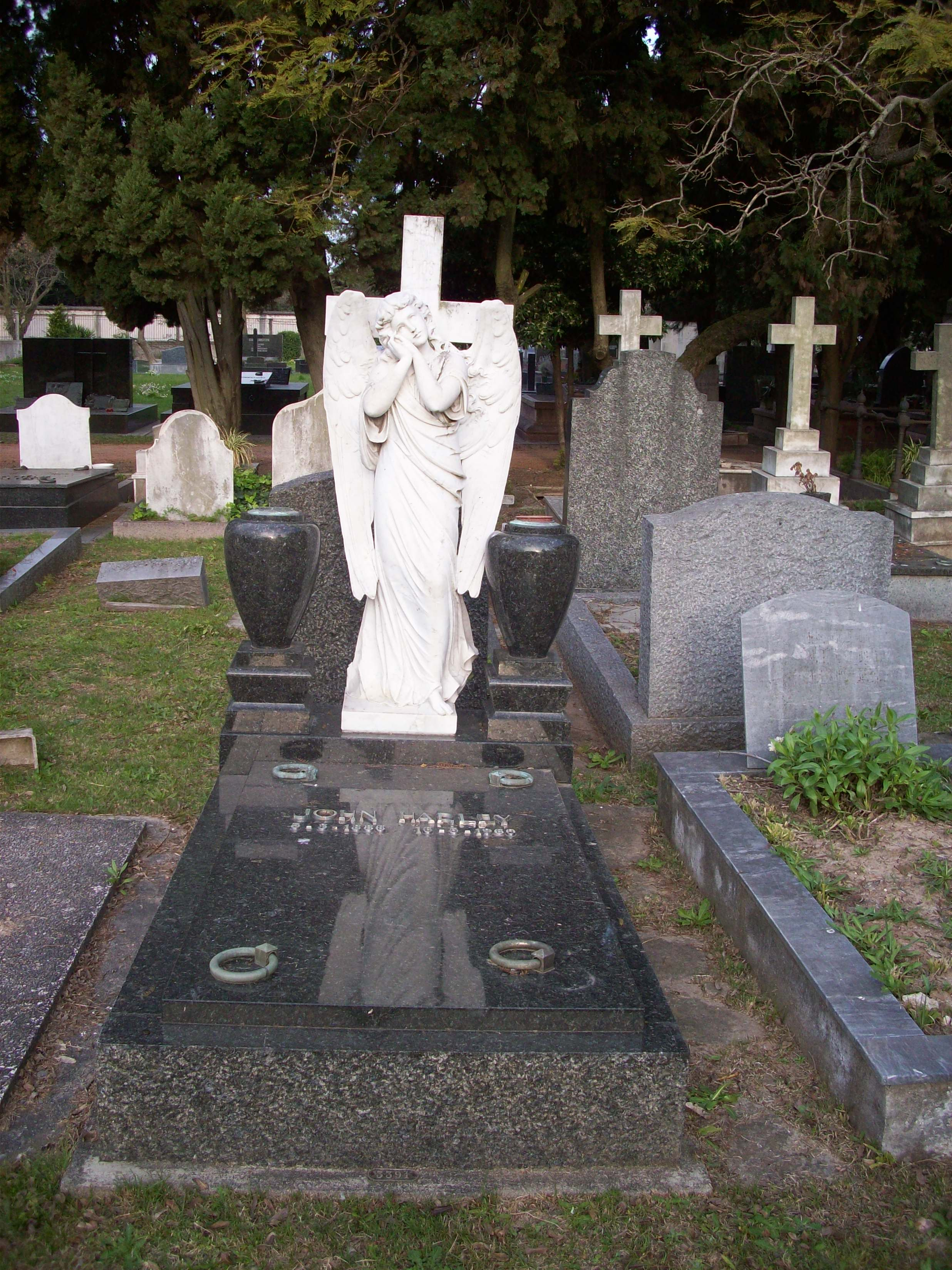
La tombe de John Harley.

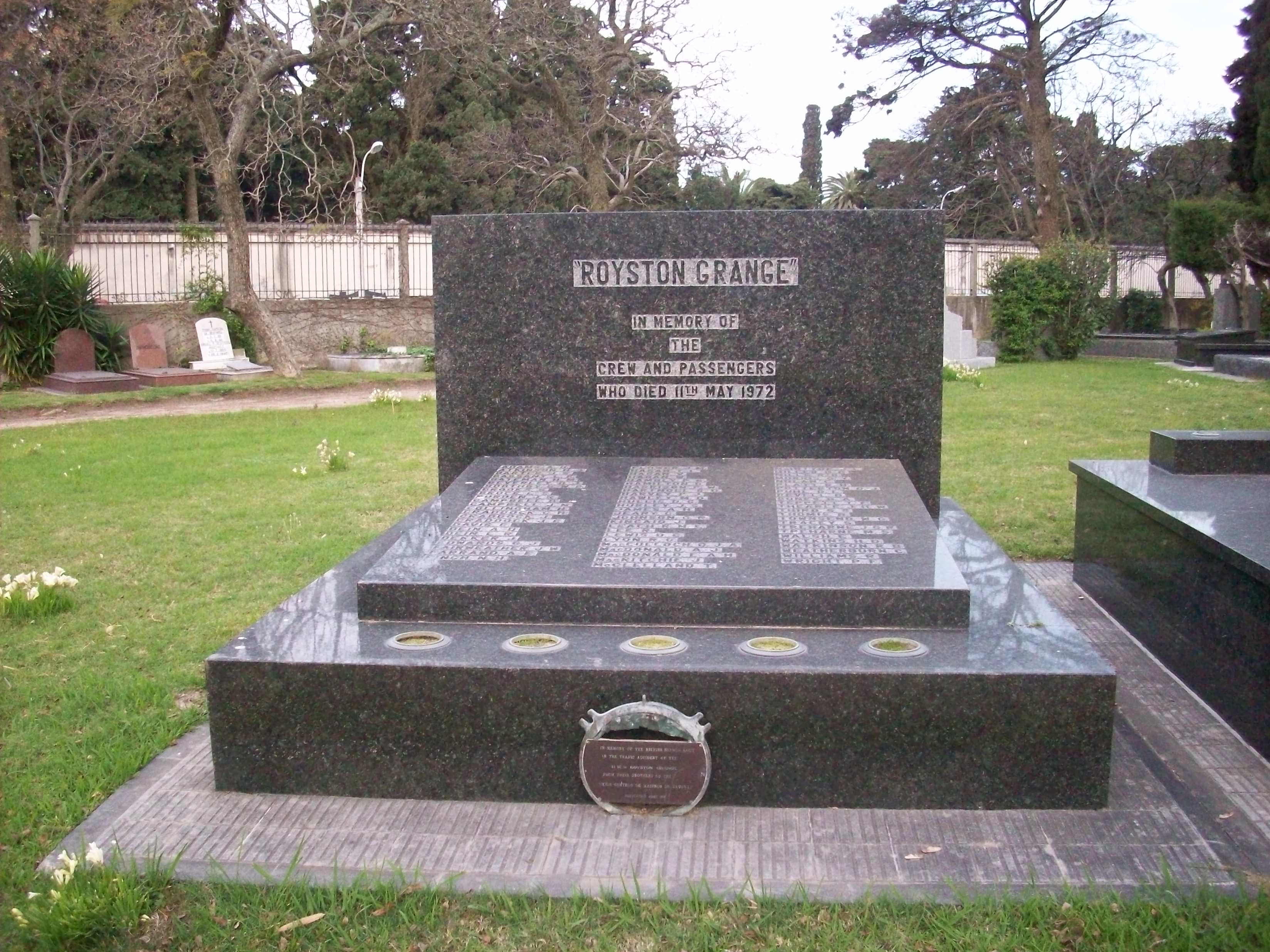
Plaque commémorative de l'accident de Royston Grange.

Certains des membres qui ont été enterrés dans ce cimetière étaient d'origine britannique ou allemande. Il y a aussi les restes de certains Uruguayens comme Julio María Sosa, ancien président du Club Atlético Peñarol.
- Charles John Ayre (1905), consul britannique à Montevideo.
- William Robert Cameron (1913), responsable de The London & Brazil Bank.
- John Christie (1926).
- Robert Walter Craven (1850-1866), fils de William Craven, 2e Duc de Craven.
- Newell Eleazar Davis (1951).
- William Huskinson Denstone (1925), propriétaire et rédacteur en chef de The Montevideo Times.
- William Fraser (1921), président d'OSE.
- Eleonorah Gordon de Frías (1914-1978) et Gonzalo Frías (1904-1985), grands-parents paternels de Paula[Qui ?], mentionnés dans un roman d'Isabel Allende.
- Robert Gore (1810-1854), "l'honorable", capitaine britannique.
- John Gray (1933).
- John Harley (1886-1960), footballeur uruguayen né en Écosse.
- Sir Robert Jackson (2000), président de la Société du Cimetière britannique.
- Francis Gorham Jackson (1942).
- Samuel Fisher Lafone (1805-1871).
- Thomas Frederick Lane (1859-1946).
- Samuel Hill Lawrence (1831-1868), capitaine irlandais.
- Henry C. Lichtenberger (1873-1934), fondateur de l'Albion Football Club[3].
- William Charles McClew (1998), président de la Société du Cimetière britannique.
- Allan McDonald (1883-1929), consul britannique à Montevideo.
- Major John Munro (1878), consul britannique à Montevideo.
- John Oldham (1836-1910), président du réseau télégraphique.
- Jorge Enrique Sanderson (1881-1963), fondateur, footballeur et président du Montevideo Wanderers Fútbol Club.
- Armonía Somers (1914-1994), écrivaine uruguayenne.
- Juan Storm (1927-1995), artiste uruguayen[4].
- Thomas Tomkinson (1904-1979), homme d'affaires britannique.